# Eucera pitalomasa
Eucera pitalomasa är en biart som först beskrevs av Dover 1925.  Eucera pitalomasa ingår i släktet långhornsbin, och familjen långtungebin. Inga underarter finns listade i Catalogue of Life.